# Мика (име)
Мика је име које постоји на више језика и о њему постоји више тумачења. Оно је у енглеском језику изведено од имена Michael и намењено је девојчицама. У Србији је ово изведено име од Михаило, а у Словенији од Михаела. У хебрејском језику има исто значење као и Михаило и намењено је дечацима. У Финској је то мушко име и изведено је од имена . У Француској је ово варијанта женског имена Dominique. И у Јапану је ово женско име и има значење „нови месец“, при чему се мисли на сателит. У тој земљи је ово име, према другом тумачењу изведено од имена Мики, па у том случају значи „три дрвета заједно“. Изворно америчко значење имена које се даје и дечацима и девојчицама је мали паметни или интелигентни ракун.

## Имендани
Имендан се слави у Финској, 29. септембра.

## Популарност
Име је популарно у неколико земаља и као мушко и као женско. У Канади је као женско било међу првих сто између 2000. и 2004. године, у британској Колумбији је у истом раздобљу било међу првих петсто, у Квебеку је 2007. било на 400. месту, а у Шведској је 1998, 1999. и 2001. било међу првих триста. У истој земљи је као мушко име било међу првих триста 2000. године. Мушко име је и у Норвешкој било популарно од 1998. до 2008. када је било међу првих 420, а у Немачкој је 2007. и 2008. било међу првих 40.